# Das finstere Tal
Das finstere Tal é um filme de drama austríaco de 2014 dirigido e escrito por Andreas Prochaska. Foi selecionado como representante da Áustria à edição do Oscar 2015, organizada pela Academia de Artes e Ciências Cinematográficas.

## Elenco
- Sam Riley - Greider
- Tobias Moretti - Hans Brenner
- Paula Beer - Luzi
- Thomas Schubert - Lucas
- Helmuth Häusler - Hubert Brenner
- Martin Leutgeb - Otto Brenner
- Johannes Nikolussi - Rudolf Brenner
- Clemens Schick - Luis Brenner
- Florian Brückner - Edi Brenner
- Hans-Michael Rehberg - Brenner
- Erwin Steinhauer - Breiser